# Tantour
Der Hügel Tantour (auch Tantur, engl. Tantour Hill) liegt im Westjordanland südlich von Jerusalem an der Straße nach Bethlehem.

## Geschichte
Der knapp über 800 m hohe Hügel des Judäischen Berglands wurde 1869 vom Souveränen Malteser Ritterorden gekauft. Mit Unterstützung und unter der Patronanz von Papst Pius IX. und Kaiser Franz-Joseph von Österreich wurde ein Spital gebaut und am 11. Juni 1876 eingeweiht, das der Malteserorden bis 1939 betrieb. In den nachfolgenden Jahren wurden die Gebäude von verschiedenen Seiten beschlagnahmt und als Militärspital oder Kaserne verwendet. Eine offizielle Rückgabe des Geländes an den Orden erfolgte 1957. Mehrere Versuche, die Gebäude wieder als Spital oder Pilgerherberge zu nutzen, schlugen fehl. Daher gründete man 1964 die Stiftung Pro Tantour mit dem Auftrag, die Besitzung Tantour wiederzubeleben.
Pläne für eine Pilgerherberge waren bereits ausgearbeitet, als der Heilige Stuhl an den Malteserorden mit der Bitte um Überlassung des Geländes herantrat. Papst Paul VI. hatte bei seinem historischen Treffen mit dem orthodoxen Patriarchen Athenagoras I. im Januar 1964 vereinbart, ein ökumenisches Institut für theologische Studien im Heiligen Land zu gründen. Der Hügel Tantour bot sich durch seine Lage nahe Jerusalem dafür an. Nach Verhandlungen wurde dem Heiligen Stuhl ein Großteil des Geländes (14 Hektar) mitsamt den alten Gebäuden überlassen. In den Jahren 1967 bis 1970 wurde das alte Ordenspital abgerissen und das Ökumenische Institut Tantur unter Leitung der University of Notre Dame (USA) errichtet. Im Oktober 1971 trafen die ersten Wissenschaftler ein. 1972 wurde das Institut offiziell eingeweiht. Erster Rektor war Charles Moeller.
Dem Souveränen Malteser Ritterorden verblieb noch ein Gelände von ungefähr 2 Hektar, auf dem die Stiftung Pro Tantour von 1977 bis 1982 die Memorial Residence of the Knights of Malta als Pilgerheim erbaute, wobei Teile des alten Ordenspitales verwendet wurden. Seit 1997 beherbergt das Gebäude eine Niederlassung der katholischen Gemeinschaft der Seligpreisungen.

## Projekt „Philermos“
Weiterführend ist es das Ziel der Stiftung „Pro Tantour“ und des Malteserordens, auf dem Hügel Tantour ein Alters- und Pflegeheim für die christliche Bevölkerung zu erbauen. Es soll im Endausbau 90 Senioren und Behinderten Platz bieten und 40 Arbeitsplätze schaffen.